# Aldouin Alberti

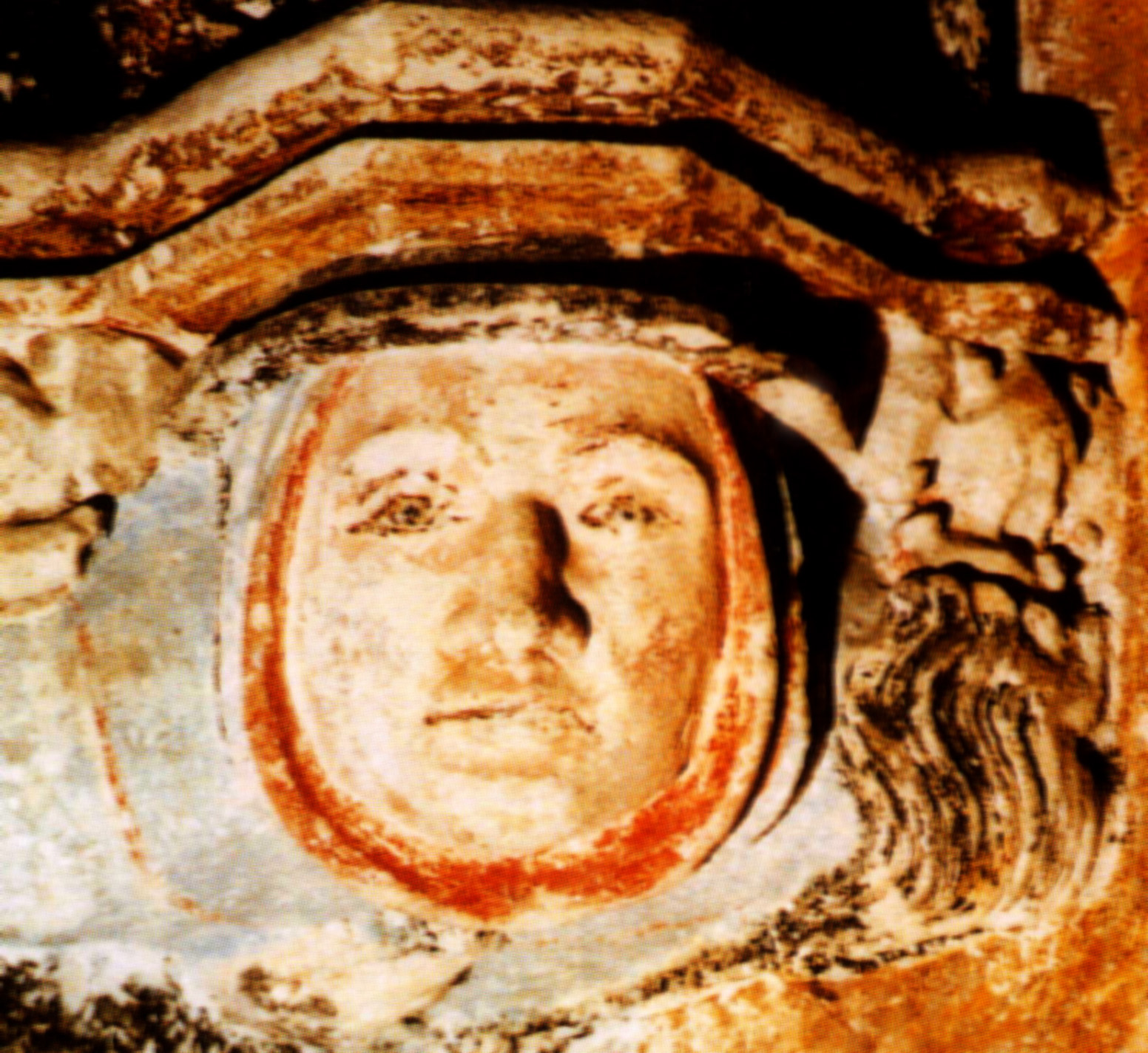
Bildnis von Kardinal Aldouin Alberti in Avignon (1353–1361)

Aldouin Alberti (auch Audouin Aubert, Andoino, Audynous oder Audoin Alberti da Bessiaco; * in Beyssac, Limousin; † 10. Mai 1363 in Avignon) war ein Kardinal der Römischen Kirche.

## Werdegang
Audouin Aubert wurde als dritter Sohn des im März 1338 von König Philippe de Valois geadelten Gui Aubert und der Marguerite de Livron geboren. Er war väterlicherseits ein Neffe des Kardinals Etienne Aubert, des späteren Papstes Innozenz VI., der ihn während und nach seiner Ausbildung förderte. Aubert wurde zunächst Chorherr in Sainte-Radegonde in Poitiers und wurde nach verschiedenen Aufgaben in mehreren französischen Bistümern am 12. September 1349 zum Bischof von Paris gewählt. Bereits im Folgejahr, am 20. Dezember 1350, wurde er Bischof von Auxerre und übernahm am 30. Januar 1353 als Bischof das Bistum Maguelone. Am 15. Februar 1353 kreierte ihn Papst Innozenz VI. zum Kardinal. In  Nachfolge seines Onkels erhielt er in die Würde des Kardinalpriesters von Santi Giovanni e Paolo, das Amt des Bischofs von Maguelonne gab er im Januar 1354 auf und ließ sich in Avignon nieder. Im Juli 1361 wurde er zum Kardinalbischof des Bistums Ostia erhoben und zugleich Dekan des Kardinalkollegiums. Nach dem Tod seines Onkels nahm Alberti am Konklave 1362 in Avignon teil, bei dem Urban V. am 28. September 1362 zum Papst gewählt und am 6. November 1362 durch Kardinaldekan Alberti zum Bischof von Rom konsekriert wurde.